# Loxococcus rupicola
Loxococcus es un género monotípico con una única especie: Loxococcus rupicola (Thwaites) H.Wendl. & Drude  perteneciente a la familia  de las palmeras (Arecaceae).  

## Distribución
Es originario de Sri Lanka.

## Hábitat
Loxococcus rupicola se produce en el bosque húmedo cerrado a una altitud de entre 300 y 742 metros.  Este género monotípico está presente en el comercio de especies ornamentales nacionales y las semillas se utilizan localmente como un sustituto de la nuez de betel. Se encuentra dentro de la Reserva Forestal de Sinharaja.

## Taxonomía
Loxococcus rupicola fue descrita por (Thwaites) H.Wendl. & Drude y publicado en Linnaea 39: 185, en el año 1875.
Etimología
Loxococcus: nombre genérico compuesto de las palabras griegas: loxos = "oblicuos" y kokkos = "semillas", en referencia al desarrollo oblicuo de frutos y semillas.
rupícola: epíteto latino que significa "viviendo en las rocas".
Sinonimia
- Loxococcus rupicola (Thwaites) H.Wendl. & Drude ex Hook.f.
- Ptychosperma rupicola Thwaites[6]